# Aszur-iszmanni
Aszur-iszmanni (akad. Aššur-išmânni, tłum. „Aszur wysłuchał mnie”) lub Aszur-szimanni (akad. Aššur-šimanni, tłum. „Aszurze usłysz mnie!”)  – wysoki dostojnik asyryjski, najprawdopodobniej gubernator prowincji Kilizu za rządów króla Salmanasara V (726-722 p.n.e.), znany również z korespondencji wcześniejszego króla Tiglat-Pilesera III (744-727 p.n.e.); w 724 r. p.n.e. pełnił urząd limmu (eponima).